# Il Parnaso confuso
Il Parnaso confuso (deutsch: „Der verwirrte Parnass“) ist ein Libretto zu einer Azione teatrale in einem Akt von Pietro Metastasio. Erstmals aufgeführt wurde es in der Vertonung von Christoph Willibald Gluck am 24. Januar 1765 zur Hochzeit des österreichischen Thronfolgers Joseph mit Maria Josepha von Bayern von den Geschwistern Josephs im Salon de Bataille von Schloss Schönbrunn in Wien.

## Handlung

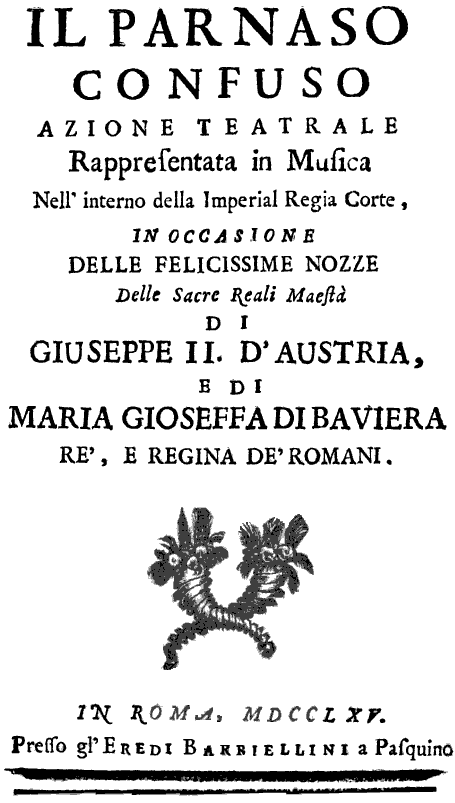
Titelblatt des Librettos, Musik von Christoph Willibald Gluck, Wien 1765

Die Handlung spielt im heiligen Wald am Hang des Parnass. Das grüne Lorbeer-Dickicht wird von andersfarbigen Sträuchern durchbrochen. Hinten auf der rechten Seite ist ein Teil des Berges zu sehen. Aus der Quelle der Hippokrene strömt Wasser und sammelt sich in der Ebene. Den Horizont bildet die Landschaft der Phokis.
Die drei Musen Melpomene, Euterpe und Erato sitzen müßig herum. Eine Zither hängt ungenutzt an einem Lorbeerzweig. Nach dem langsamen Schluss der Sinfonia ändert sich die Stimmung. Apollon kommt aufgeregt hinzu und drängt die Musen zur Eile, weil sich Joseph mit dem „hellsten Stern von Bayern“ („la più lucida stella della bavara reggia“) verbunden habe und es ihre Aufgabe sei, diese Heirat zu feiern. Die Musen sind begeistert und erklären, bereit zu sein. Als aber Apollon darauf hinweist, dass die Hochzeit bereits für den nächsten Morgen geplant sei, erklärt Melpomene, dass die Zeit zu knapp sei und sie noch nicht die Kraft habe, auch nur mit der Aufgabe anzufangen. Euterpe und Erato stimmen ihr zu. Apollon wundert sich über diese Bedenken, da sie doch bereits viel Erfahrung in diesen Dingen haben. Seine Beispiele überzeugen die Musen, und sie gewinnen neuen Mut. Apollon verabschiedet sich, um auch die übrigen Musen zu motivieren. So muss beispielsweise Terpsichore neue Tänze für die Feier vorbereiten.
Die Musen fangen nun mit ihren Überlegungen an. Melpomene, die Muse der Tragödie, hat es besonders schwer, da das traurige Thema ihrer Dichtkunst so schlecht zu einer Hochzeit passt. Sie entfernt sich, um in Ruhe darüber nachdenken zu können. In der Zwischenzeit streiten Erato und Euterpe über die musikalische Begleitung. Als Erato ihre Zither hervorholt, erklärt Euterpe, dass nur sie selbst die richtigen Töne darauf finden könne. Erato widerspricht und führt ein Liebeslied vor. Euterpe ist tatsächlich beeindruckt von ihrem Können. Erato gibt ihr eine kleine Flöte, damit auch Euterpe ein Beispiel ihrer Kunst geben kann. Diese zweifelt zunächst, ob dieses Instrument für den Anlass geeignet sei – es ist aber nicht die üblicherweise zur Begleitung von Tragödien verwendete trompetenähnliche große Flöte („emula della tromba, empie sonora del tragico teatro“), sondern eine kleinere – und ob sie darauf mit ihrem erhitzten Atem weiche Töne hervorbringen könne. Bevor sie es ausprobieren kann, kommt Melpomene zurück, um ihren Rat bei der Auswahl des Themas ihrer Dichtung einzuholen. Die Schwestern finden alle Vorschläge ungeeignet: Die Heirat von Thetis und Peleus sei bereits zu oft verwendet worden, das Thema von Herakles und Hebe sei zu trocken, und die Geschichte der Psyche sei unglaubwürdig. Ein einfacheres fröhlicheres Thema wäre viel passender. Nachdem Melpomene wieder gegangen ist, kann Euterpe endlich ihre eigene Arie vortragen, und Erato bewundert ihr Können. Da beide offenbar gleichermaßen begabt sind, beschließen sie, ihre Kräfte zu vereinen. Euterpe schlägt vor, darin die glückliche Zukunft zu beschreiben. Da Erato dabei aber ihre eigenen verführerischen Künste nicht anbringen kann, würde sie ein Thema aus dem Reich der Venus (hier „Citera“ genannt) vorziehen, aus dem man „süße Gefühle, unschuldige Freuden, Scherze, Reize und Lachen“ („i dolci affetti, / Gl’innocenti diletti, / Gli scherzi, i vezzi, il riso“) vorbringen könne. Damit wiederum ist Euterpe nicht einverstanden.
Bevor die Musen sich einigen können, kommt Apollon und ruft sie zur Ister, da die Hochzeit vorgezogen wurde und die Feier bereits begonnen habe. Die Musen sind entsetzt, weil sie ihre Vorbereitungen noch nicht abgeschlossen haben, und Melpomene drückt ihre Scham darüber in einer Arie aus. Apollon will davon nichts wissen. Es sei schließlich nicht ihre Schuld, aber sie können das Paar jetzt auch nicht im Stich lassen. Bescheidenheit und Verwirrung müssen als Entschuldigung ausreichen. In seiner Arie erklärt er dies näher: Ein ehrliches Auftreten, zitternde Sprache, schamvolles Erröten seien fruchtbarer als Redegewandtheit, sofern die Gefühle des Herzens offengelegt werden. Nach einem gemeinsamen Schlussquartett reisen sie ab, um das glückliche Paar zu feiern.

## Geschichte
Aus Anlass der Wiedervermählung des österreichischen Thronfolgers Joseph Anfang 1765 fanden in Schönbrunn eine Reihe von Aufführungen statt, die von Mitgliedern der kaiserlichen Familie und des Adels aufgeführt wurden. Das Hochzeitsgeschenk von Josephs Geschwistern bestand in einer Aufführung von Christoph Willibald Glucks Serenata Il Parnaso confuso. Maria Amalia spielte darin den Apollon, Maria Elisabeth die Muse Melpomene, Maria Karolina die Erato und Maria Josepha die Euterpe. Ihr Bruder Leopold, der spätere Kaiser Leopold II. leitete die Aufführung vom Cembalo aus. Das Bühnenbild stammte von Jean-Joseph Chamant. Anschließend wurde von den drei jüngsten Kindern ein kleines Ballett mit dem französischen Titel Le Triomphe de l’amour aufgeführt, in dem Ferdinand und Maria Antonia ein Schäferpaar gaben, während Maximilian den Amor spielte. Am folgenden Tag, dem 25. Januar 1765, wurde von professionellen Sängern eine Serenata mit dem nahezu identischen italienischen Namen Il trionfo d’Amore aufgeführt. Die Musik der beiden letztgenannten Werke stammte von Florian Leopold Gassmann. Am 30. Januar folgte schließlich eine Aufführung von Glucks Oper Telemaco ossia L’isola di Circe. Von allen diesen Stücken erzielte Il Parnaso confuso den größten Erfolg.
Vor 1765 hatte Gluck bereits einige andere Libretti Metastasios komponiert – zuletzt im Mai 1763 Il trionfo di Clelia für Bologna. Aber erst mit Il Parnaso confuso kam es zu einer direkten Zusammenarbeit der beiden für ein neues Werk. Für die Dichtung und die Komposition standen Metastasio und Gluck insgesamt fünf Wochen zur Verfügung, wie aus einem Brief Metastasios an Farinelli vom 28. Januar 1765 hervorgeht. Die Generalprobe fand am 19. Januar 1765 statt. Da es sich bei den Ausführenden nicht um professionelle Sänger handelte, musste Gluck besondere Rücksicht auf deren musikalischen Fähigkeiten nehmen. Aufgrund des großen Erfolges der Aufführung beauftragte Maria Theresia die beiden kurz darauf mit einem neuen Stück, La corona, das mit derselben Besetzung zum Namenstag von Kaiser Franz I. am 4. Oktober aufgeführt werden sollte. Weil der Kaiser jedoch unerwartet am 18. August starb, kam es nicht mehr zu einer Aufführung dieses Werks. Eine weitere Zusammenarbeit zwischen Gluck und Metastasio gab es nicht.
In Il Parnso confuso griff Metastasio Motive aus mehreren früheren Werken auf: In La pace fra la virtù e la bellezza streiten Pallas und Venus um das Privileg, Maria Theresia zu gratulieren, in Il vero omaggio diskutieren Dafne und Eurilla über die beste Art, den Erzherzog Joseph zu feiern, in Tributo di rispetto e d’amore fragen sich die drei Erzherzoginnen, welches Laub für den Geburtstag Karl VI. am geeignetsten ist, in La gara rivalisieren zwei Frauen vor der Erzherzogin Maria Anna um die Ehre, die Geburt von Maria Antonietta zu feiern, und in Le cinesi debattieren drei Frauen über die Gattung eines aufzuführenden Schauspiels. Dennoch gelang es ihm, neue Elemente hinzuzufügen. So entsteht hier erstmals der Eindruck eines Live-Theaters. Die Hochzeit scheint während der Aufführung des Stückes selbst stattzufinden. In Melpomenes von ihren Schwestern abgelehnten Themen-Vorschlägen spielt Metastasio auf zwei ältere Hochzeits-Serenaten von Gluck an, deren Texte von anderen Librettisten stammten: Le nozze d’Ercole e d’Ebe eines unbekannten Autors (1747) und Tetide von Giovanni Ambrogio Migliavacca (1760).

## Vertonungen
Folgende Komponisten vertonten dieses Libretto:
| Komponist                 | Uraufführung                                              | Aufführungsort | Anmerkungen |
| ------------------------- | --------------------------------------------------------- | -------------- | --- |
| Christoph Willibald Gluck | 24. Januar 1765, Salon de Bataille von Schloss Schönbrunn | Wien           | „azione teatrale“ GluckWV 1.34, Wq 33; zur Hochzeit Josephs II. mit Maria Josepha von Bayern; Wiederholung am 27. Januar 1765; am 9. Februar 1765 in der Wiener Hofburg; am 24. Juni 1775 bearbeitet von Georg Pasterwitz zur Tausendjahrfeier des Klosters im Stiftstheater des Benediktinerstifts Kremsmünster. |
| Josef Mysliveček          | 1765, Theater des herzoglichen Hauses                     | Parma          | erste Oper Myslivečeks; vermutlich ebenfalls zur Hochzeit Josephs II. |
| Giuseppe Sarti            | 1766                                                      |                | unsicher; möglicherweise gemeinsam mit Ferdinando Bertoni |
| Giacomo Rust              | 17. Mai 1778, Hoftheater                                  | Salzburg       | „festa teatrale“ |

### Die Vertonung von Christoph Willibald Gluck
Trotz Glucks Vorsatz, mit dem alten Modell der Opera seria zu brechen und insbesondere Secco-Rezitative und Da-capo-Arien zu meiden, enthält seine Serenata weiterhin einige dieser Elemente. Sie stehen hier gleichberechtigt neben den neuen Typen. Bereits das erste Accompagnato-Rezitativ wird abrupt von einem Secco abgelöst. Nur zwei Arien werden nicht da-capo ausgeführt; die anderen besitzen ausgeschmückte Wiederholungen.
Max Arend beschrieb die Musik in seiner Gluck-Biografie von 1921 folgendermaßen:

„Im ‚Verwirrten Parnaß‘ sehen wir auch den starken Einfluß der Gluckschen Ideen auf Metastasio — natürlich nicht in dem Sinn, daß etwa das feine graziöse Huldigungsspiel den ihm nicht passenden Kothurn der Tragödie erhielte, vielmehr ist Gluck ganz Grazie und Rokoko — : die Handlung ist in psychologische Bewegung aufgelöst. Die Bühne stellt den heiligen Wald dar, der die Hänge des Parnassus beschattet. Als Musen erscheinen, wie in der älteren Mythologie, drei: Melpomene, Euterpe und Erato. Schon die Bemerkungen des Textbuches zur Ouvertüre zeigen uns das künstlerische Zusammenarbeiten mit dem Komponisten: Das Ende des zweiten Satzes — ein ⅜-c-moll, schlaf beschattet, außerordentlich schön und ausdrucksvoll (‚durch und durch Zauberwerk‘ würde Dittersdorf sagen), sempre ligato e pianissimo — wird bei gehobenem Vorhang gespielt. Plötzlich ändert sich Zeitmaß und Tonart, und im leuchtenden C-dur (Streicher, Oboen, Hörner) erscheint mit dem Thema des ersten Satzes (¾ Allegro) der Lichtgott Apollo. Er ruft in hoheitsvoller Erregung — Rezitativ mit Orchester — die Musen zum Werk: ‚Heute darf der Parnaß nicht schweigen!‘ Apollo erklärt den Fragenden: ‚Es verknüpft Amor dem Kaiser Joseph den leuchtendsten Stern der Bayrischen Königsburg.‘ Bei den Worten ‚Und Euer ist die Aufgabe, festlich eine so glückliche Vermählung zu feiern‘ fällt die Musik ins Secco-Rezitativ, wird intimer, schlichter. Die Musen sind bereit: ‚a noi palesa sol, quäl giorno e prescritto al rito nuzial!‘ Sie geraten in die höchste Verwirrung, als ihnen die Antwort wird: ‚Die kommende Morgenröte!‘, denn sie sind gänzlich unvorbereitet. Aus dem folgenden hebe ich heraus das köstliche Rondo der Erato mit der dunkeln, graziös verhaltenen Glut: ‚di questa cetra in seno‘. Geteilte Bratschen mit Fagott führen und stützen die dreimal wiederkehrende Melodie mit Pizzicato der übrigen Streicher. Eine ähnliche Farbe, wie sie Gluck am Anfang von ‚Paris und Helena‘ wieder verwertet, als Paris der Liebesgöttin ein Opfer darbringt. Dieses Rondo ist von Gevaert im Klavierauszug mit französischer Übersetzung einzeln herausgegeben als Bestandteil des Repertoire classique du chant frangais, auf dem neuerdings, was uns in Deutschland leider noch fehlt, in Brüssel und Paris der Gesangunterricht an den Konservatorien aufgebaut ist. Wunderschön in seiner gemäßigten und doch so sprechenden Trauer — man beachte den fast schluchzenden Rhythmus! — ist die Arie, in der Melpomene Abschied von ihrem bisherigen Wirkungskreis nehmen will. Doch Apollo weiß seine Musen zu überzeugen: ‚Beredter als die beredteste Lippe ist es, wenn im aufrichtigen Blick sich das ganze Herz zeigt‘…“

## Aufnahmen und Aufführungen in neuerer Zeit
- Christoph Willibald Gluck:
  - 1998: Aufführung beim Barock-Festival des französischen Kulturinstitutes auf der Budapester Burg.[3]
  - 2000: CD mit dem Musicanto Baroque Ensemble unter der Leitung von Adriano Bassi. Es sangen: Ilaria Torciani (Euterpe), Desirée Restivo (Melpomene), Dan Shen (Apollo), Magdalena Aparta (Erato).[16]
  - 2003: CD mit der Queen’s Chamber Band unter der Leitung von Rudolph Palmer. Es sangen: Mary Ellen Callahan (Euterpe), Julianne Baird (Melpomene), Danielle Munsell Howard (Apollo), Marshall Coid (Erato).[16]
  - 2011: Aufführung im Purcell Room London mit den Bampton Classical Players unter der Leitung von Benjamin Bayl. Es sangen: Lina Markeby (Euterpe), Cheryl Enever (Melpomene), Helen Massey (Apollo), Gillian McIlwraith (Erato).[17]
  - 2011: Aufführung im Schlosstheater Schönbrunn dem Collegium Musicum Leipzig unter der Leitung von Ingomar Rainer (Ko-Produktion der Musikuniversitäten Leipzig und Wien). Es sangen: Tine Matthiessen (Euterpe), Claudia Chmelar (Melpomene), Jelena Stefanic (Apollo), Christina Kummer (Erato).[18]
  - 2011: Aufführungen in Schloss Hof und im Zeremoniensaal Schönbrunn mit dem Mozart-Opern-Institut unter der musikalischen Leitung von Josef Wallnig und Reinhold Kubik und der szenischen Leitung von Margit Legler.[19]
  - 2014: Aufführung in englischer Sprache der Bampton Classical Opera im St John’s Smith Square London mit dem Ensemble CHROMA unter der Leitung von Thomas Blunt. Es sangen: Caryl Hughes (Euterpe), Gwawr Edwards (Melpomene), Aoife O’Sullivan (Apollo), Anna Starushkevych (Erato).[20]
  - 2016: Aufführung der Nürnberger Pocket Opera im Rahmen der Internationalen Gluck-Opern-Festspiele Nürnberg in der Sulzbühne im Hans-Kuffer-Park in Berching unter der Leitung von Franz Killer und der Regie von Peter Beat Wyrsch. Die Darsteller waren Heejoo Kwon (Euterpe), Gertrud Demmler-Schwab (Melpomene), Anna Bürk (Apollo), Lea Müller (Erato), Marion Niederländer (Thalia) und Klaus Meile (Prinz).[21]
  - 20./21. November 2020: US-Bühnenpremiere in Form von „Drive-In“-Aufführungen in Camarillo (Kalifornien) beim Pacific Opera Project zusammen mit Glucks La corona. Regie: Josh Shaw, Dirigent/Arrangeur: Kyle Naig, Kostüme: Carson Gilmore, Bühne: Kourtni Dale-Noll Mitchiner. Es sangen: Audrey Yoder (Euterpe), Tiffany Ho (Melpomene), Jessica Sandidge (Apollo), Meagan Martin (Erato).[22][23] Eine Aufnahme ist auf YouTube verfügbar.[24]
- Josef Mysliveček:
  - 2010: Aufführung im Schlosstheater Krumau mit dem Ensemble Capella Regia aus Prag unter der Leitung von Robert Hugo. Es sangen: Irena Troupová, Eva Müllerová, Markéta Cukrová, Ondřej Šmíd (Apollo).[11]

## Digitalisate
1. ↑  Libretto (italienisch) der azione teatrale von Christoph Willibald Gluck, Wien 1765 als Digitalisat bei Google Books.
2. ↑  Partitur der Serenata von Christoph Willibald Gluck als Digitalisat beim International Music Score Library Project.